# Chazot
Chazot é uma comuna francesa na região administrativa de Borgonha-Franco-Condado, no departamento de Doubs. Estende-se por uma área de 5,35 km². Em 2010 a comuna tinha 122 habitantes (densidade: 22,8 hab./km²).